# Saint-Gorgon, Morbihan
Saint-Gorgon är en kommun i departementet Morbihan i regionen Bretagne i nordvästra Frankrike. Kommunen ligger i kantonen Allaire som tillhör arrondissementet Vannes. År 2022 hade Saint-Gorgon 428 invånare.

## Befolkningsutveckling
Antalet invånare i kommunen Saint-Gorgon
| Referens: INSEE |